# Socles
Socles (Σωκλῆς) fou un escultor grec nadiu de l'Àtica a la demos d'Alopece. És esmentat en una inscripció famosa referida a l'erecció d'un temple dedicat a Atenea Pòlies, com un dels autors dels baixos relleus d'aquest temple.